# 陳伯民
陳伯民（英語：Palman Chan，1918年—2019年9月22日），出生於香港，香港教育家，曾任民生書院校長、五育中學校監。

## 簡歷
宗教信仰為基督教。
1929-35年，陳伯民就讀民生書院（一說1937年畢業，應為筆誤）。1936年，往上海聖約翰大學升學，1938年，往廣州的國立中山大學修讀機械工程，同年10月因廣州被日軍佔領，隨校遷至雲南。
1941-46年間，因戰亂輾轉於粵北、廣西、湖南一帶任職機械相關工作（包括國民政府航空委員會第四飛機製造廠、西南公路局）及學校教師。後隨中華中學遷回香港，擔任教師。
1955年成為母校民生書院第五任校長，至1981年退休。（前任校長黃歡連於1952年離任。一說陳伯民於1955-1981年間任校長；一說1952先回民生書院擔任教師，至1955年方願意接任校長一職，後者有詳細自述支持，應較可信。）退休時將退休金全數購入滙豐銀行股票，贈予民生書院作為獎學金基金。
1977-78年間的「金禧事件」後，五育中學成立，陳伯民被委任為第一任校監，校名「五育」亦是由他所起。
2016年，民生書院九十周年校慶時，陳伯民以高齡捧著校徽進場。在2017年，民生書院九十一校慶時，民生為他慶祝他一百歲大壽。
2019年9月22日逝世，終年101歲。

## 家庭
1960 年陳伯民與小學部教師黃順鳳結婚，退休前住在學校內。